# Chesterfield (sigarette)

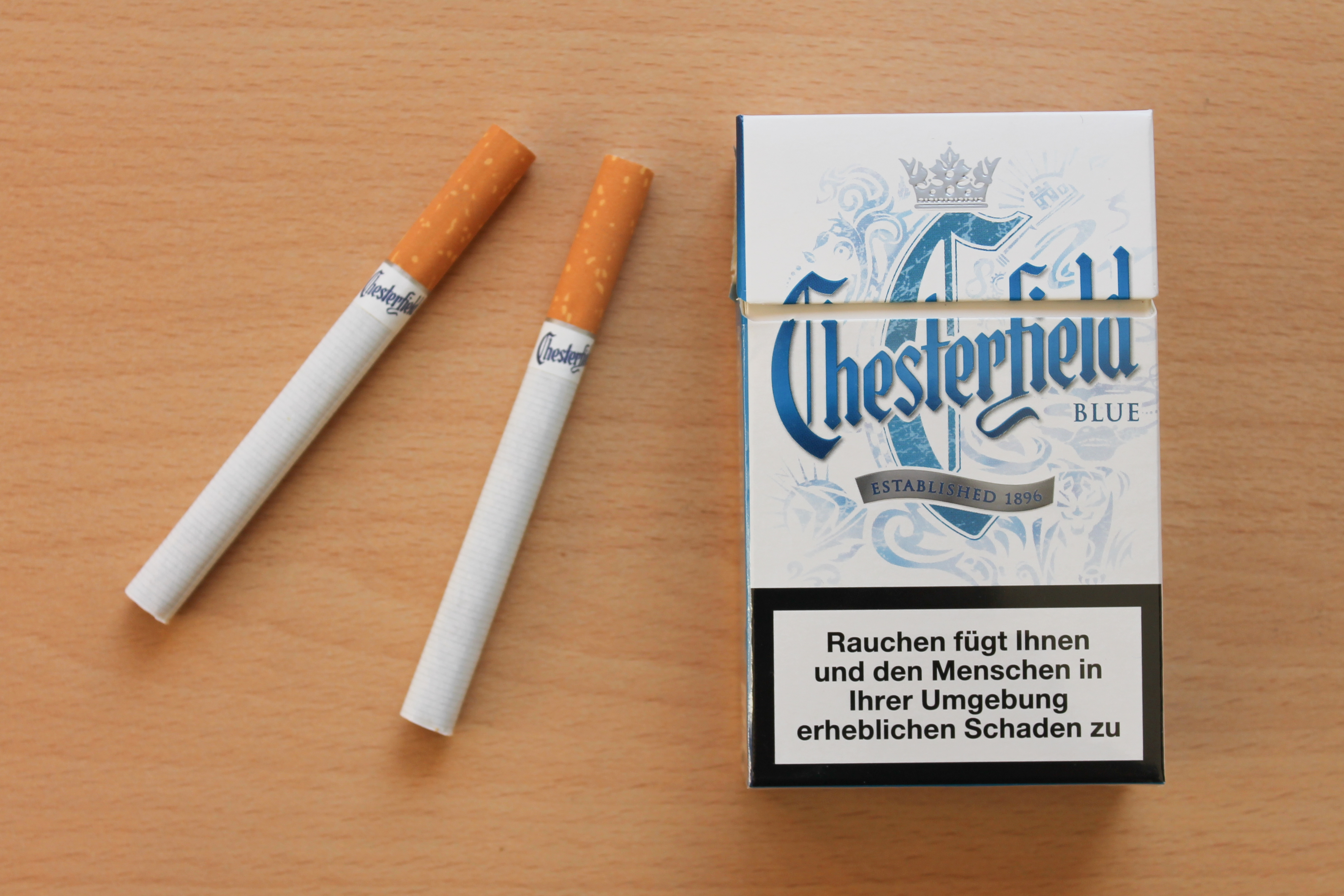
Le Chesterfield blu

Chesterfield è una marca di sigarette prodotte e commercializzate negli Stati Uniti d'America dalla Philip Morris USA, sussidiaria di Altria Group, e nel resto del mondo dalla Philip Morris International. Prima di Philip Morris, le sigarette erano prodotte dalla Liggett & Myers Tobacco Company, che ha venduto il mercato extra statunitense alla PMI nel 1978 e quello statunitense alla odierna Altria Group nel 1999, e precedentemente dalla The Best of Tobacco. Attualmente il marchio Chesterfield è, insieme ad altri importanti nomi come Camel, Marlboro e Merit tra i più conosciuti e venduti nel campo del tabacco grezzo.

## Tipologie
Dopo l'abolizione in Italia e nell'Unione europea delle diciture light, extra light, mild ecc. dai pacchetti, le Chesterfield light sono ora in commercio con il nome blue.
Le confezioni sono sia a pacchetto duro (boxis) di cartoncino che morbido (softex) di carta.
La variante 'black', immessa nel mercato italiano all'inizio del 2010 e successivamente ritirata per le scarse vendite, era caratterizzata da tabacco 100% naturale trattato solo con acqua.
Pacchetto inusuale, tutto nero con logo ben disegnato e sfumature azzurre.
| Pacchetto   | Catrame | Nicotina | Monossido di carbonio (CO) |
| Blue        | 8 mg    | 0,6 mg   | 9 mg                       |
| Red         | 10 mg   | 0,8 mg   | 10 mg                      |
| Red 100's   | 10 mg   | 0,8 mg   | 10 mg                      |
| Black 100's | 10 mg   | 0,8 mg   | 10 mg                      |
| Blue 100's  | 8 mg    | 0,6 mg   | 9 mg                       |
| Caps Twice  | 8 mg    | 0,6 mg   | 9 mg                       |
| Silver Blue | 4 mg    | 0,4 mg   | 5 mg                       |

## Sponsorizzazioni e comparse
Le sigarette Chesterfield ricorrono o sono nominate in diverse occasioni:
- La Chesterfield sponsorizzò un'omonima scuderia di Formula 1 a metà degli anni settanta.
- Erano le sigarette preferite da Humphrey Bogart, Frank Sinatra, James Dean, Lucille Ball e Roberto Rossellini.
- Nel famoso film del 1980 The Blues Brothers, l'attore John Belushi estrae dalla tasca un pacchetto di Chesterfield Red morbido.
- Nel film del 2005 Memorie di una geisha, l'attrice Youki Kudoh (nel ruolo di Zucca) menziona la marca Real Chesterfield.
- Il cantante del gruppo rock Radiohead, Thom Yorke in un video intervista del 1997 si accende una Chesterfield Blue.
- Sono comparse anche nel film di Jim Jarmusch Stranger than Paradise e in True Romance, di Tony Scott.
- I Jawbreaker hanno dedicato a questa marca una canzone intitolata Chesterfield King.
- Da San Francisco proviene una band chiamata The CheSSterfields; i membri (Zach Buschman e Roman) fumano unicamente Chesterfield.
- Vittorio Gassman nel film Il sorpasso compra due stecche di Chesterfield.
- Frank Sinatra le sponsorizzava fumandone una e facendo degli sketch all'interno del suo show verso la metà anni cinquanta, anche Ronald Reagan era testimonial della marca con lo slogan ABC (Always Buy Chesterfield).
- Fu la prima marca di sigarette ad essere prodotta su scala industriale e ad essere contenuta in un pacchetto usa e getta in carta, inoltre fu anche la prima ad essere esportata in tutte le zone dove gli americani erano stati in guerra (le Chesterfield poi furono seguite dalle Lucky Strike e dalle Philip Morris).
- Nei film Yuppies, Yuppies 2 e Fratelli d'Italia, Jerry Calà estrae evidentemente più volte un pacchetto di Chesterfield Rosse.
- Si vede un pacchetto di Chesterfield Blu sul tavolo della mensa nel film Le ali della libertà.
- L'attore Kurt Russell nella parte di Grindhouse diretta da Quentin Tarantino, (Grindhouse - A prova di morte) estrae un pacchetto di Chesterfield.
- Ian Fleming fa fumare Chesterfield King Size a James Bond in Vivi e lascia morire.
- Dal 1994 al 1996 Chesterfield è stato sponsor dell'Aprilia RSV 250 di Max Biaggi nel motomondiale classe 250. La livrea della moto era totalmente nera con il marchio sulle carenature laterali. Negli stessi anni l'Aprilia adottò nella produzione di serie delle sue moto stradali RS (nelle cilindrate 50, 125 e 250) la stessa livrea. Il successo fu enorme tanto che ancora oggi si usa dire "La Chesterfield" per riferirsi ai modelli Aprilia RS di quegli anni.
- Nel 1993, Chesterfield ha sponsorizzato la Scuderia Italia BMS e il Campionato Italiano Superturismo
- Tra fine anni Ottanta e prima anni Novanta sponsorizzò la Yamaha XTZ 750, nella competizione della Parigi-Dakar.